# الزوج المحترم (فلم)
الزوج المحترم  فيلم كوميدي مصري للمخرج حسن الصيفي  عام 1977، وكتب نبيل غلام  القصة والسيناريو والحوار. الفيلم من بطولة محمد رضا، سمير غانم، صفاء أبو السعود، ويونس شلبي. تدور الأحداث حول الزوج الغيور الذي يخرب جهاز تليفون الزوجة الجميلة كي لا تتواصل مع أي شخص غيره، وعندما تستدعي الزوجة عامل لإصلاح التليفون ويفاجئها الزوج مع العامل يقوم بطلاقها ويقع في مشاكل كثيرة أثناء محاولته إعادتها إلى عصمته.
صدر الفيلم إلى دور العرض المصرية في 20 نوفمبر 1977.
منح موقع قاعدة بيانات الأفلام على الإنترنت (IMDB) الفيلم درجة 6.9/ 10.
منح موقع قاعدة بيانات الأفلام العربية «السينما.كوم» الفيلم درجة 5/ 10.

## طاقم التمثيل
محمد رضا: في دور المعلم عبد السميع أبو سريع السريع
سمير غانم: في دور حنفي (عامل إصلاح التليفونات)
صفاء أبو السعود: في دور نعيمة ولعه (زوجة المعلم عبد السميع والراقصة سابقاً)
يونس شلبي: في دور عبد العال (عامل بورشة المعلم عبد السميع)
محمد شوقي: في دور الشيخ حسن (المأذون)
نبيلة السيد: في دور تودد (زوجة المعلم عبد السميع الأولى)
بالاشتراك مع: علي الشريف - أحمد بدير - سيف الله مختار - نجاح الموجي - شفيق جلال - سيد إبراهيم - سهير زكي - فيفي عبده - مختار السيد - حسن مصطفى علي - سيد العربي - الطوخي توفيق.

## أغاني الفيلم
دويتو ياللا نغني: سمير غانم وصفاء أبو السعود
يا سلام على الدنيا وحلاوتها: سمير غانم وصفاء أبو السعود
عروستنا خلاص: غناء شفيق جلال
ألحان: حلمي بكر
كلمات: سمير الطائر

## أحداث الفيلم
يعمل حنفي (سمير غانم) عامل إصلاح في مصلحة التليفونات، ويقود دراجته إلى فيللا عبد السميع أبو سريع السريع (محمد رضا) لإصلاح تليفونه. تقابله نعيمة (صفاء أبو السعود) زوجة عبد السميع وتطلب منه أن يخفي دراجته عن العيون كي لا يراها أحد حيث أن زوجها المعلم عبد السميع يغار عليها بل انه من أتلف التليفون حتى لا تحادث أي شخص في التليفون أو تتلقى أي مكالمات. يعجب حنفي ولكنه عندما يبدأ في إصلاح التليفون الموضوع في حجرة النوم يعود المعلم عبد السميع إلى بيته. تسارع نعيمة بإخفاء حنفي في خزانة ملابسها، ويبدأ المعلم في خلع ملابسه بينما تناقشه نعيمة في زيارة الطبيب ليعالجه من عدم القدرة على الإنجاب، أيضا عن عمله في تجارة السيارات «الخردة» وبيعها كقطع غيار بأضعاف ثمن السيارة، كما تناقشه عن تطليق زوجته الأولى ليعيش معها هي فقط. يسمع المعلم دقات جرس التليفون ويفتح حنفي باب خزانة الملابس ليسلمه سماعة التليفون ويحادثه. بعد حوار قصير يدرك المعلم أن هناك رجلاً غريب في غرفة نومه ويقوم بضربه وتطليق نعيمة. يعود المعلم إلى ورشته ويسارع إليه مساعده عبد العال (يونس شلبي) ويطلب منه المعلم الذهاب وإحضار الشيخ حسن (محمد شوقي) المأذون لتطليق نعيمة وذلك ما يحدث. يعود المعلم إلى زوجته الأولى تودد (نبيلة السيد) ويبشرها بأنه قد طلق «ضرتها» الطلقة الثالثة، وتبتهج تودد وتزغرد. تلحق نعيمة بعامل الصيانة حنفي وتطلب منه أن يؤكد للمعلم عدم خيانتها له. يذهب حنفي إلى المسجد الذي إعتاد المعلم الصلاة فيه ويشرح له ما حدث، ويقتنع المعلم ويطلب من حنفي الذهاب معه إلى بيت نعيمة لمصالحتها وتعويضه. ترفض نعيمة العودة للمعلم ولكنه يشرح لها أنه سوف يمنح حنفي مائة جنيه ليؤدي دور «المحلل»، ويوافق حنفي. يستلم حنفي 50 جنيهاً ويسارع المعلم باستدعاء الشيخ حسن المأذون الذي يرفض عقد قران نعيمة على حنفي لعدم انقضاء شهور العدة وعندما يرفض حنفي رد العربون يطارده رجال المعلم. يصاب حنفي بإصابات تستدعي إستدعاء الطبيب الذي يؤكد ضرورة إبلاغ الشرطة لوجود علامات ضرب مبرح على حنفي. تنتهي أزمة المعلم عبد السميع عندما يقر حنفي لرجال الشرطة أنه لم يتم الاعتداء عليه. تذهب نعيمة إلى الكباريه التي كانت تعمل به ويشاهدها عبد العال ويبلغ المعلم. تعود نعيمة لبيتها لتجد رسالة من حنفي وبجانبها مبلغ «العربون» يخبرها بأنه ترك المبلغ حيث أنها بعد طلاقها تحتاجه. يذهب المعلم ورجاله إلى الكباريه بعد أن علم بعودة نعيمة للرقص، وهناك يقنعها بالبعد عن الرقص والبقاء في بيتها الجديد ويوفر لها كل طلباتها لحين نهاية شهور العدة ليزوجها للمحلل. عندما يحين الموعد لزواج حنفي من نعيمة يقوم المعلم باصطحاب حنفي إلى «المجبراتي» لعمل جبيرة من الجبس حول صدر وبطن وحوض حنفي ليتزوج من نعيمة ويتركهم وحدهم ويغادر البيت. تحرر نعيمة زوجها حنفي من الجبيرة الجبس وتغني وترقص فرحة بالتخلص من المعلم. يهاجم المعلم بيت نعيمة ليجدها في الفراش مع حنفي ويقوم بطردهم من بيته. يصطحب حنفي زوجته نعيمة لبيته المتواضع وتبدأ حياتهم معاً في سعادة حتى يرسل المعلم رجاله لاختطاف حنفي واجباره على طلاق نعيمة. ترفض نعيمة والعصمة في يدها، ثم توافق بعد أن ترى ما حدث لزوجها من إصابات. ينتظر المعلم عبد السميع مرور أشهر العدة ثم يقيم حفل لزواج من نعيمة ولكن عندما يأتي المأذون تصرح نعيمة أنها «حامل» من زوجها حنفي وتعود اليه بينما تحضر زوجة المعلم الأولى لإستلام زوجها.

## روابط خارجية
- الزوج المحترم على موقع IMDb (الإنجليزية)
- الزوج المحترم على موقع قاعدة بيانات الأفلام العربية
- الزوج المحترم على موقع قاعدة بيانات الفيلم (الإنجليزية)
- الزوج المحترم على موقع ليتربوكسد (الإنجليزية)
- الزوج المحترم على كاروهات

https://letterboxd.com/film/al-zouj-al-moharam/ الزوج المحترم (فيلم)
https://trakt.tv/movies/al-zouj-al-moharam-1977 الزوج المحترم (فيلم)
https://www.themoviedb.org/movie/738704-al-zouj-al-moharam الزوج المحترم (فيلم)